# Beade
Beade ist eine spanische Gemeinde (Concello) mit 366 Einwohnern (Stand: 2024) in der Provinz Ourense der Autonomen Gemeinschaft Galicien.

## Geografie
Beade liegt im westlichen Teil der Provinz Ourense ca. 25 Kilometer westlich der Provinzhauptstadt Ourense.
Umgeben wird Beade von den vier Nachbargemeinden:
|                    | Leiro                                       | Cenlle    |
| Carballeda de Avia | Kompassrose, die auf Nachbargemeinden zeigt |           |
|                    |                                             | Ribadavia |

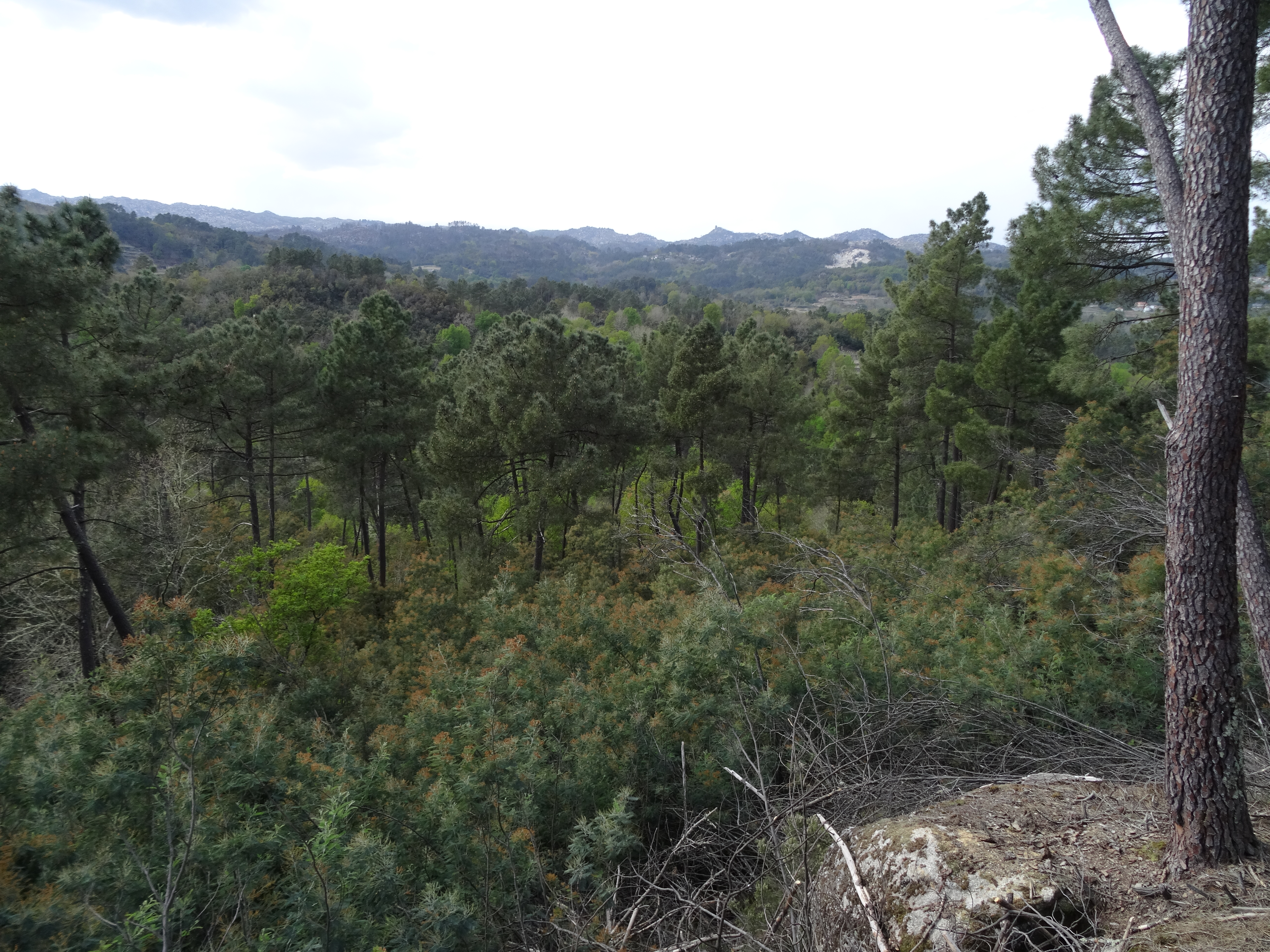
Wald in Beade

Der Río Avia, ein Nebenfluss des Río Miño, bildet die natürliche Grenze zu den Nachbargemeinden Cenlle und Ribadavia. Im östlichen Teil des Gemeindegebiets dominiert das Flusstal die Landschaft. In westlicher Richtung geht die Flächennutzung zu einem Großteil in Wald über, das Oberflächenrelief wird zunehmend hügelig mit dem höchsten Punkt As Cabreiras (311 m).

## Bevölkerungsentwicklung der Gemeinde
Quelle: INE-Archiv – grafische Aufarbeitung für Wikipedia
Nach einer Größe der Gemeinde mit über 2500 Einwohnern zu Beginn der Statistik in der Mitte des 19. Jahrhunderts sank die Zahl der Bevölkerung in der Folgezeit bis unter 500.

## Gemeindegliederung
Die Gemeinde Beade ist in zwei Parroquias gegliedert:
| Parroquias | Patrozinium | Einwohner 2024 | Fläche km² | Dichte Einw./km² | Höhe msnm | Ortskennzahl |
| ---------- | ----------- | -------------- | ---------- | ---------------- | --------- | ------------ |
| Beade      | Santa María | 322            | 3,24       | 99               | 124       | 32010010000  |
| As Regadas | San Amaro   | 42             | 1,61       | 26               | 171       | 32010020000  |

Der Sitz der Gemeinde befindet sich in Beade in der gleichnamigen Parroquia.

## Wirtschaft
Die Gemeinde liegt im Weinbaugebiet des Ribeiro.
| Ackerbau, Viehzucht und Fischerei                                                  | 024 | 020,87 |
| Industrie                                                                          | 017 | 014,78 |
| Bauwirtschaft                                                                      | 09  | 07,83  |
| Dienstleistungsbetriebe                                                            | 065 | 056,52 |
| Total                                                                              | 115 | 100,00 |
| * Daten aus dem Statistischen Amt für Wirtschaftliche Entwicklung in Galicien, IGE |     |        |

## Verkehr
Die Provinzstraße OU-504 wird in Nord-Süd-Richtung im Tal des Avia geführt und verbindet die Gemeinde mit Leiro und Cenlle im Norden und Ribadavia im Süden. Die Provinzstraße OU-212 stellt die innergemeindliche Verbindung zwischen dem Hauptort Beade und dem zweitgrößten Ort der Gemeinde As Regadas her und führt darüber hinaus in die Nachbargemeinde Carballeda de Avia.